# 키시 아이노
키시 아이노(일본어: 希志 あいの, 1988년 2월 1일 ~ )는 일본의 성인 비디오 여배우이며, 해체 된 여성 그룹 가수 에비스 마스캇츠의 3대 리더이자 졸업 멤버였다. 2015년에 성인 비디오 업계에서 은퇴하였다.

## 출연작
- 《내 여친이 야한 이유》
- 《러버즈 고무옷의 그녀》
- 《꿈속의 성애》
- 《나의 달콤한 첫 경험 이야기》
- 《사무라이 프린세스》 - 게도히메 역
- 《나락》
- 《친절한 가정부》
- 《미궁: 비밀애》